# 2025年Billboard Japan Hot Animation1位の一覧
以下は、2025年のBillboard Japan Hot Animationチャートで首位を獲得した作品の一覧である。
Billboard JAPANは6月4日公開チャートからリカレントルールを実施しているため、
その週からMrs. GREEN APPLE「ライラック」のように1年以上前の曲は首位の獲得がほとんど不可能となっている。

## チャート遍歴
| 公開日  | 曲名                | アーティスト名   | タイアップ                                                             | 出典   |
| ------- | ------------------- | ---------------- | ---------------------------------------------------------------------- | ------ |
| 1月1日  | 「ライラック」      | Mrs. GREEN APPLE | テレビ東京系アニメ『忘却バッテリー』オープニングテーマ                 | [ 1 ]  |
| 1月8日  | 「ライラック」      | Mrs. GREEN APPLE | テレビ東京系アニメ『忘却バッテリー』オープニングテーマ                 | [ 2 ]  |
| 1月15日 | 「ライラック」      | Mrs. GREEN APPLE | テレビ東京系アニメ『忘却バッテリー』オープニングテーマ                 | [ 3 ]  |
| 1月22日 | 「ライラック」      | Mrs. GREEN APPLE | テレビ東京系アニメ『忘却バッテリー』オープニングテーマ                 | [ 4 ]  |
| 1月29日 | 「Plazma」          | 米津玄師         | 劇場先行版『機動戦士Gundam GQuuuuuuX -Beginning-』主題歌               | [ 5 ]  |
| 2月5日  | 「ライラック」      | Mrs.GREEN APPLE  | テレビ東京系アニメ『忘却バッテリー』オープニングテーマ                 | [ 6 ]  |
| 2月12日 | 「ライラック」      | Mrs.GREEN APPLE  | テレビ東京系アニメ『忘却バッテリー』オープニングテーマ                 | [ 7 ]  |
| 2月19日 | 「ライラック」      | Mrs.GREEN APPLE  | テレビ東京系アニメ『忘却バッテリー』オープニングテーマ                 | [ 8 ]  |
| 2月26日 | 「怪獣」            | サカナクション   | TVアニメ『チ。-地球の運動について-』オープニング主題歌                 | [ 9 ]  |
| 3月5日  | 「ライラック」      | Mrs.GREEN APPLE  | テレビ東京系アニメ『忘却バッテリー』オープニングテーマ                 | [ 10 ] |
| 3月12日 | 「ライラック」      | Mrs.GREEN APPLE  | テレビ東京系アニメ『忘却バッテリー』オープニングテーマ                 | [ 11 ] |
| 3月19日 | 「ライラック」      | Mrs.GREEN APPLE  | テレビ東京系アニメ『忘却バッテリー』オープニングテーマ                 | [ 12 ] |
| 3月26日 | 「ライラック」      | Mrs.GREEN APPLE  | テレビ東京系アニメ『忘却バッテリー』オープニングテーマ                 | [ 13 ] |
| 4月2日  | 「ライラック」      | Mrs.GREEN APPLE  | テレビ東京系アニメ『忘却バッテリー』オープニングテーマ                 | [ 14 ] |
| 4月9日  | 「ライラック」      | Mrs.GREEN APPLE  | テレビ東京系アニメ『忘却バッテリー』オープニングテーマ                 | [ 15 ] |
| 4月16日 | 「クスシキ」        | Mrs.GREEN APPLE  | 日本テレビ系アニメ『薬屋のひとりごと』第2期第2クールオープニングテーマ | [ 16 ] |
| 4月23日 | 「クスシキ」        | Mrs.GREEN APPLE  | 日本テレビ系アニメ『薬屋のひとりごと』第2期第2クールオープニングテーマ | [ 17 ] |
| 4月30日 | 「クスシキ」        | Mrs.GREEN APPLE  | 日本テレビ系アニメ『薬屋のひとりごと』第2期第2クールオープニングテーマ | [ 18 ] |
| 5月7日  | 「クスシキ」        | Mrs.GREEN APPLE  | 日本テレビ系アニメ『薬屋のひとりごと』第2期第2クールオープニングテーマ | [ 19 ] |
| 5月14日 | 「ライラック」      | Mrs.GREEN APPLE  | テレビ東京系アニメ『忘却バッテリー』オープニングテーマ                 | [ 20 ] |
| 5月21日 | 「KawaiiってMagic」 | FRUITS ZIPPER    | 『映画おしりたんてい スター・アンド・ムーン』主題歌                    | [ 21 ] |
| 5月28日 | 「ライラック」      | Mrs. GREEN APPLE | テレビ東京系アニメ『忘却バッテリー』オープニングテーマ                 | [ 22 ] |
| 6月4日  | 「クスシキ」        | Mrs. GREEN APPLE | 日本テレビ系アニメ『薬屋のひとりごと』第2期第2クールオープニングテーマ | [ 23 ] |